# أرشبيلد ماكليش
أرشبيلد ماكليش (بالإنجليزية: Archibald MacLeish) (1892 - 1982)، هو شاعر وكاتب وناقد ومسرحي أمريكي يرتبط اسمه بالمدرسة الشعرية الحداثية. حاز ثلاث مرات على جائزة بوليتزر.

## سيرة
ولد ماكليش في جلينكو بولاية إلينوي(Glencoe, Illinois)، وفي العام 1916 تزوج من آدي هاتشكوك (Ada Hitchcock)، حاز شهادة المحاماة، لكنه توقف عن ممارستها في العام 1923، وغادر وزوجته أميركا إلى باريس، وهناك وهب نفسه للأدب. عاد إلى بلده في العام 1928، حيث عمل كاتبًا ومحررًا صحافيا في إحدى المجلات.

عمل أمينًا لمكتبة الكونغرس بين عامي 1939 و1944، وسكرتيرًا مساعدًا للخارجية الأميركية عامي 1944 و1945.

تلقى تعليمه في جامعة هارفارد بين عامي 1949 و1962، وفي أمهيرست بين عامي 1963 و1967 في الولايات المتحدة الأميركية.

## أسلوبه
تعدّ أعمال ماكليش المبكرة عاطفية وفكرية، استخدم فيها المقاطع الحرة والمرسلة، والطرق الفنية التي استخدمها كبار الشعراء، أمثال عزرا باوند، وتي. إس. إليوت. ويمتاز عمله الأدبي الكونكستادوز (1932م) بالقوة، وهو إنجاز فردي يصف بصورة ملحمية بطولية اكتشاف الإسبان للعالم الجديد. وكسب ماكليش من هذا العمل الجائزة الأولى من جوائز بوليتزر الثلاث التي نالها.

اتجه ماكليش في ثلاثينيات القرن العشرين للتعبير المباشر عن موضوعات عصره، نتيجة للاضطراب الاجتماعي في أمريكا، ونهوض الفاشية في الخارج. درس هذه الموضوعات بوضوح في: أحاديث عامة (1936)، وسقوط المدينة (1937)، وغارة جوية (1938).

 أصبحت أعمال ماكليش الأخيرة أقل ارتباطًا بالأحداث الجارية، وحافلة بالفلسفة. ناقش في مسرحيته الشعرية ج.ب (1957)المشكلة الداخلية لمعاناة الإنسانية، وتناول فيها قصة جوب الواردة في الإنجيل على ضوء الحياة الأميركية المعاصرة. نالت المسرحية جائزة بوليتزر عام 1959م. وقدم في كتاب الشعر والتجربة (1961م) وجهة نظر ناضجة عن قيمة الشعر بوصفه وسيلة للمعرفة.

## من أعماله
لماكليش إضافة إلى ما ذكر أعلاه، عشرات الأعمال الشعرية والنثرية والمسرحيات.

### من أعماله الشعرية
- 1917: برج العاج
- 1925: إناء الأرض
- 1928: هاملت الخاص بمكليش
- 1954: أغاني حواء
- 1926- 1972: الفصل الإنسانيّ: قصائد مختارة

### من أعماله النثرية
- 1936: اليهود في أمريكا
- 1941: حان الوقت للكلام
- 1951: الحرية هي الحق في اختيار
- 1954: التربية الفنية والعملية الإبداعي
- 1961: الشعر وتجربة

### من أعماله الدرامية
أما من أعماله الدرامية، فيذكر: الذعر (1935) - سقوط مدينة (1937) - غارة جوية (1938) - حصان طروادة (1952) - ثلاث مسرحيات قصيرة (1961) - الصفر (1971) - ست مسرحيات (1980)...

تُرجم كتابه الشعر والتجربة إلى العربية، كما تُرجمت له العديد من القصائد والنصوص النقدية، ومنها نصّ نشر في افتتاحية العدد الأول من مجلة شعر في العام 1957.

## الجوائز
- 1933: جائزة بوليتزر للشعر
- 1946: وسام جوقة الشرف من رتبة ضابط
- 1953: جائزة بوليتزر للشعر (قصائد جمعها 1917- 1952)
- 1953: جائزة الكتاب الوطني للشعر (قصائد جمعها، 1917-1952)
- 1953: جائزة بولنجن (Bollingen) في الشعر
- 1959: جائزة بوليتزر للدراما
- 1959: جائزة توني (Tony) لأفضل مسرحية
- 1977: الوسام الرئاسي للحرية

## روابط خارجية
- أرشبيلد ماكليش على موقع IMDb (الإنجليزية)
- أرشبيلد ماكليش على موقع الموسوعة البريطانية (الإنجليزية)
- أرشبيلد ماكليش على موقع مونزينجر (الألمانية)
- أرشبيلد ماكليش على موقع ميوزك برينز (الإنجليزية)
- أرشبيلد ماكليش على موقع قاعدة بيانات برودواي على الإنترنت (الإنجليزية)
- أرشبيلد ماكليش على موقع إن إن دي بي (الإنجليزية)
- أرشبيلد ماكليش على موقع ديسكوغز (الإنجليزية)
- أرشبيلد ماكليش على موقع قاعدة بيانات الفيلم (الإنجليزية)